# James Wong
James Wong (黄毅瑜) (20 d'abril de 1959, Hong Kong) és un director, guionista i productor hongkonès-estatunidenc. És conegut per dirigir i escriure pel·lícules com L'únic, Final Destination, Destinació final 3 i Dragonball Evolution.

## Biografia
Wong va néixer a Hong Kong, però es va traslladar als Estats Units amb la seva família quan tenia 10 anys. Va conèixer Glen Morgan a l'institut, i junts van començar a escriure guions.
Morgan i Wong van començar després com a guionistes de molts episodis de l'aclamada sèrie d'èxit The X-Files, i van guanyar molts Premis Emmy i Globus d'Or el 1996. Varen treballar plegats també a 21 Jump Street, protagonitzada per Johnny Depp. L'equip va crear la sèrie de ciència-ficció Space: Above and Beyond i van treballar com a productors executius i guionistes de la sèrie dramàtica Millennium.
Després van començar a crear les seves pròpies pel·lícules i varen crear la pel·lícula d'èxit Final Destination, produïda per Craig Perry, Warren Zide i Glen Morgan, escrita per ell, Morgan i Jeffrey Reddick. Després fou director, productor i guionista de L'únic, protagonitzada per Jet Li. També va treballar com a productor a Willard, de Morgan.
Es va prendre un descans amb Final Destination 2 i la va dirigir David R. Ellis. Després va tornar amb Destinació final 3, però no va participar en Final Destination 4 perquè estava treballant a Dragonball Evolution.
El 2006 va treballar de nou amb Glen Morgan al remake de la pel·lícula de 1974 Black Christmas, de la qual fou productor. Van ser també els productors executius de la sèrie The Others per a DreamWorks Television i els estudis NBC.
El 2010 va estrenar dues sèries, Tower Prep i The Event.

## Filmografia

### Pel·lícules
| Any  | Pel·lícula                        | Paper             | Notes                   |
| ---- | --------------------------------- | ----------------- | ----------------------- |
| 2012 | Beyond And Back                   | Actor, ell mateix | Documental              |
| 2012 | Designs for a Future War          | Actor, ell mateix | Documental              |
| 2009 | Dragonball Evolution              | Director          |                         |
| 2007 | May All Your Christmases be Black | Actor, ell mateix | Curtmetratge documental |
| 2006 | Black Christmas                   | Productor         |                         |
| 2006 | Dead Teenager Movie               | Actor, ell mateix | Curt documental         |
| 2006 | Destinació final 3                | Director          |                         |
| 2001 | L'únic                            | Director          |                         |
| 2000 | Final Destination                 | Director          |                         |

### Sèries de televisió
| Sèrie                        | Paper                |
| ---------------------------- | -------------------- |
| Final Destination            | Director i guionista |
| The X-Files                  | Director i guionista |
| Millennium                   | Director i guionista |
| Space: Above and Beyond      | Director i guionista |
| The Others                   | Productor executiu   |
| American Horror Story: Coven | Director i guionista |
| The X-Files 2016             | Director i guionista |